# 芎林鄉
24°45′57″N 121°06′29″E / 24.765792°N 121.1080244°E
芎林鄉（臺灣客家語海陸腔：giungˋ lim hiongˋ；饒平腔：giungˇ lim hiongˇ）為台灣新竹縣的一個鄉，位於新竹縣中央偏西，位處尖石、五峰等高山地區與新竹平原交界的地帶。東北鄰新埔鎮、關西鎮，東南鄰橫山鄉，西南與竹東鎮為界，西北與竹北市相接，是新竹縣面積最小的行政區。由於鄉內有國道三號的竹林交流道、台68線的芎林交流道（實際位置於竹東鎮），以及從新竹市區直通過橋至芎林市區的公道路；往西北去竹北市的高鐵特區也有縣道連結，現在已發展為新竹市的新興市郊。

## 歷史

### 地名由來
芎林鄉係以鄉治所在地，也是全鄉最大聚落的芎林而命名。清乾隆末年漢人初至此地開墾，曾建立「公館」作為拓展墾務之基地，並將所形成之聚落稱為「公館」。其後因見周遭九芎樹蒼蔚成林，故更名為「九芎林」。
日治初期，聚落所在之行政區劃編為「九芎林庄」。大正九年（1920年）全台改行州郡制時，地方人士認為「九芎」與「久窮」諧音，遂去「九」字而改名為「芎林」大字。上一階的行政區劃（新制街庄）名稱亦同步改為「芎林庄」。民國34年（1945年）國民政府接管臺灣後，芎林庄改制為「芎林鄉」:31。

### 鄉史
在有歷史記載以前，新竹平原以東的丘陵及山岳地帶，屬於原住民泰雅族、賽夏族的生活範圍:79。明鄭時期（1661年－1683年），劃新港溪（今鹽水溪）以北為天興縣，其後改制為天興州。清康熙二十二年（1683年），施琅率清軍征服明鄭，隔年設一府三縣，天興州改稱諸羅縣。雍正元年（1723年），析大甲溪以北為淡水廳。乾隆二十六年（1761年），北台灣設「土牛溝」作為漢人開墾之界限。今芎林鄉全境位於土牛溝以東，仍無漢人入墾:80。
乾隆四十年（1775年），出生於紅毛港（今新豐鄉）坑子口的廣東陸豐第二代移民姜勝智，伙同當時居住於頭前溪南岸上、下員山地區（今竹東鎮員山里）的廣東大埔移民劉承豪，向竹塹社通事什班取得墾批，合力開墾九芎林荒埔。他們在今芎林市街廣福宮附近建立公館，進行招佃。因當地時有原住民出沒，其後便向官府申請設置官隘，獲配置隘丁十名，負責安全防衛:81。
至嘉慶末年（1815年－1820年頃），芎林地區的主要埔地已大致被開墾，並形成許多聚落。其中九芎林聚落因有公館在此，形同臨近居民的活動中心，也成為竹塹溪（今頭前溪）中上游一帶最大的市街，也是臨近地區往內山開墾的根據地:82。
九芎林的開發到了道光初年，已經有相當規模，市街繁榮也在道光年間（1821年－1850年）達到極盛。同治元年（1862年），九芎林街區遭洪水侵害，商業機能受挫，其後樹杞林（今竹東）便遂漸起而代之。儘管如此，九芎林在人文與宗教的發展上，仍有其特殊地位，中元普渡及文林閣的創建便是明證。一直到光緒末年，九芎林仍然是頭前溪中上游各街莊的學術文化中心:85。
同治十三年（1874年）牡丹社事件發生後，清廷改採開山撫番、增設府縣的政策。隔年（光緒元年），淡新分治，九芎林地區改隸新成立的新竹縣:91。光緒二十一年（1895年），台灣割讓予日本，時為日明治二十八年。
日治初期，台灣行政區劃異動頻繁，九芎林地區初隸臺北縣，一度拆分臺北縣而改隸新竹縣，不久新竹縣又被合併而仍隸臺北縣。直至明治三十四年（1901年）實行二十廳制，九芎林地區改隸新竹廳樹杞林支廳，名「九芎林區」，行政區劃才算穩定下來。
大正九年（1920年），廢除廳、支廳、區，改設州、郡、街庄，並修改部分地名。九芎林區加上新竹廳直轄六張犁區的下山庄，改制為新竹州竹東郡芎林庄，並設立庄役場，下轄鹿寮坑、山豬湖、王爺坑、倒別牛、石壁潭、芎林、中坑、水坑、上山、崁下、柯子林及下山等12個大字，其下有9個小字。1945年，日本在第二次世界大戰戰敗投降中華民國，台灣由中華民國政府接收，時為民國34年。
民國35年（1946年），芎林庄改制為新竹縣竹東區芎林鄉，共設11個村。民國39年（1950年）廢區，芎林鄉直隸新竹縣，以迄於今。民國42年（1953年），五龍村分拆出華龍村，全鄉成為12個村:95。

## 地理
芎林鄉位於新竹縣中央偏西，正好處於尖石、五峰等高山地區與新竹平原交界地帶。行政區輪廓有如一個斜置的葫蘆：西北方下山村的水尾是葫蘆開口處；東南方五龍村、秀湖村一帶則是葫蘆的底部:34。　

### 地形
芎林鄉地形以丘陵、平原為主，標高在50公尺至460公尺之間。丘陵地面積約佔全鄉三分之二，屬於飛鳳山丘陵區的一部分。丘陵區由東南延伸至西北，包括鹿寮坑山、石壁潭山、飛鳳山及九芎林山等，其地勢由東而西漸次低斜。丘陵南側是平原區，係頭前溪河水沖積而成。丘陵與丘陵間有小溪縱向切割，形成許多小山谷，包括鹿寮坑、王爺坑、燥坑、倒別牛、中坑、水坑、紙寮窩、打磚窩、埤塘窩等窩谷。丘陵與平原之間，分佈有零星台地，可避洪患，自古以來便是芎林地區諸聚落的所在地:38。

### 水文
頭前溪是鄉內最主要的河川，發源於五峰鄉東南部標高2,512公尺之檜山西北坡。其源頭稱為霞喀羅溪，流至桃山與麥巴來溪會合後，改稱上坪溪；續流至芎林鄉秀湖附近與最大支流油羅溪會合後，始稱頭前溪。本流在秀湖至崁下段，部分河道為芎林鄉與竹東鎮的交界；過崁下後，經竹北、新竹，最終於南寮注入台灣海峽。
芎林鄉因位於頭前溪主流與最大支流匯合處，河面寬廣，河道分歧。每逢中上游大雨，極易造成水患。今日從橫山經芎林至竹北，頭前溪主支流兩岸均築有高大堤防，即用以防範洪害。頭前溪芎林鄉的秀湖、永興、石潭、文林、上山、下山等村，沿途有鹿寮坑溪、王爺坑溪、燥坑溪、水坑溪等多條支流注入。這些支流均發源自芎林鄉北側丘陵，平日水量稀少，雨季或颱風時流水湍急，極易泛濫成災:44。

### 氣候
芎林鄉終年高溫濕潤，屬亞熱帶季風型氣候。夏季較長，盛行西南風；冬季較短而不明顯，盛行東北風。由於鄉內無測候站，需參考臨近之竹東、新竹測候站所得數據。在氣溫方面，兩測候站年平均氣溫分別為21.4℃及22.2℃，全年最熱為七月的27.3℃及28.7℃，最冷為一月的14.8℃及15.1℃。在雨量方面，兩測候站年平均降雨量分別為2,198公厘及1,689公厘。依地緣位置而言，芎林鄉之平均氣溫及雨量當介於兩者之間，且更接近竹東測候站的數據:51-55。

### 人口
根據新竹縣芎林鄉戶政事務所統計，2024年底芎林鄉戶數約7.8千戶，人口約2萬人，鄉內人口最多與最少的村分別是上山村與華龍村，2024年底兩村人口分別為6,095人與405人。

## 政治

### 歷任首長
長時期（日治）
| 任次  | 姓名:528-533 | 到任日期:528-533 | 卸任日期:528-533 | 備註 |
| ----- | ------------ | ---------------- | ---------------- | ---- |
| 第1任 | 劉家水       | 1920年10月1日    | 1932年9月30日    |      |
| 第2任 | 林阿際       | 1932年9月30日    | 1940年10月1日    |      |
| 第3任 | 佐佐木文治   | 1940年10月1日    | 1945年10月25日   |      |

長時期（民國）
| 屆次 | 姓名:528-533 | 到任日期:528-533 | 卸任日期:528-533 | 備註                     |
| ---- | ------------ | ---------------- | ---------------- | ------------------------ |
| 官派 | 劉德炃       | 1945年10月       | 1946年1月        | 依日治時期制度而稱為庄長 |

鄉長時期
| 屆次   | 姓名:528-533 | 到任日期:528-533 | 卸任日期:528-533 | 備註               |
| ------ | ------------ | ---------------- | ---------------- | ------------------ |
| 官派   | 劉德炃       | 1946年1月        | （不詳）         | 官派               |
| 官派   | 林棋業       | （不詳）         | 1947年9月        | 官派               |
| 第1任  | 林棋業       | 1947年10月       | 1948年12月31日   | 鄉民代表會選出鄉長 |
| 第2任  | 鄭見清       | 1949年1月1日     | 1951年6月30日    | 鄉民代表會選出鄉長 |
| 第1屆  | 林棋業       | 1951年7月1日     | 1953年6月30日    | 民選鄉長（以下同） |
| 第2屆  | 林棋業       | 1953年7月1日     | 1956年6月30日    |                    |
| 第3屆  | 劉輝清       | 1956年7月1日     | 1959年12月31日   |                    |
| 第4屆  | 劉輝清       | 1960年1月1日     | 1964年2月29日    |                    |
| 第5屆  | 林棋業       | 1964年3月1日     | 1968年2月29日    |                    |
| 第6屆  | 林棋業       | 1968年3月1日     | 1973年3月31日    |                    |
| 第7屆  | 劉家固       | 1973年4月1日     | 1977年12月29日   |                    |
| 第8屆  | 葉紹欽       | 1977年12月30日   | 1982年2月28日    |                    |
| 第9屆  | 葉紹欽       | 1982年3月1日     | 1986年2月28日    |                    |
| 第10屆 | 黃隆盛       | 1986年3月1日     | 1990年2月28日    |                    |
| 第11屆 | 黃隆盛       | 1990年3月1日     | 1994年2月28日    |                    |
| 第12屆 | 鄭安治       | 1994年3月1日     | 1998年2月28日    |                    |
| 第13屆 | 林章秀       | 1998年3月1日     | 2002年2月28日    |                    |
| 第14屆 | 林政良       | 2002年3月1日     | 2006年2月28日    |                    |
| 第15屆 | 林政良       | 2006年3月1日     | 2010年2月28日    |                    |
| 第16屆 | 莊雲嬌       | 2010年3月1日     | 2014年12月24日   |                    |
| 第17屆 | 莊雲嬌       | 2014年12月25日   | 2018年12月24日   |                    |
| 第18屆 | 黃正彪       | 2018年12月25日   | 2022年12月24日   |                    |
| 第19屆 | 黃正彪       | 2022年12月25日   | 現任             |                    |

### 鄉政組織
芎林鄉公所是芎林鄉最高層級的地方行政機關，在中華民國政府架構中為鄉自治的行政機關，同時負責執行縣政府及中央機關委辦事項，芎林鄉的自治監督機關為新竹縣政府。鄉長由全體鄉民直接選舉產生，任期為四年，可連選連任一次。芎林鄉公所並置鄉政會議，為鄉政最高決策機構，在鄉長之下，設有5課3室等8個內部單位及3個附屬機關。
芎林鄉民代表會是芎林鄉的最高民意機關，代表芎林鄉全體鄉民立法和監察鄉政。鄉民代表由公民直選選出，任期為四年，可連選連任。芎林鄉民代表會共有11位鄉民代表，分別為第一選區1席鄉民代表、第二選區2席鄉民代表、第三選區2席鄉民代表、第四選區6席鄉民代表，主席、副主席由11位鄉民代表互選產生。

### 行政區
| 芎林鄉行政區劃                                                                                           |
| 下 · 山 · 村 上 · 山 · 村 水坑村 中坑村 新鳳村 a 文 林 村 石潭村 永興村 五 · 龍 · 村 華 · 龍 · 村 秀湖村 |

| 村名   | 面積 km²:36 | 鄰數 | 人口數 | 主要聚落                                               |
| ------ | ----------- | ---- | ------ | ------------------------------------------------------ |
| 下山村 | 4.07        | 10   | 1,356  | 下山、埤塘窩、五座屋、月桃窩                           |
| 上山村 | 4.18        | 14   | 4,652  | 上山、下田洋、田洋、崁下、磚窩、柑園崗                 |
| 芎林村 | 0.26        | 16   | 1,941  | 芎林（中北部）                                         |
| 文林村 | 2.36        | 14   | 2,871  | 芎林（南部）、柯子林                                   |
| 水坑村 | 3.93        | 10   | 933    | 華興、油茶園、水坑                                     |
| 中坑村 | 4.12        | 10   | 743    | 赤柯寮、中坑                                           |
| 新鳳村 | 3.77        | 10   | 1,900  | 高梘頭、五股林、燥坑                                   |
| 石潭村 | 2.28        | 11   | 3,189  | 石壁潭                                                 |
| 永興村 | 5.34        | 10   | 524    | 上店子、牛角窩、直窩、芎蕉窩、牛欄窩                   |
| 秀湖村 | 1.09        | 10   | 1,127  | 秀湖                                                   |
| 五龍村 | 4.14        | 10   | 601    | 五龍、燒炭窩、下窩子、桔子窩                           |
| 華龍村 | 5.20        | 10   | 513    | 鹿寮坑、安屋窩、吳屋窩、茄苳窩、灶桶窩、老茶亭、雞寮坑 |
| 合 計  | 40.74       | 135  | 20,350 |                                                        |

芎林鄉主要有兩個大聚落市區，各自有自己的生活圈，大致以國道三號切分為西北側的外七村，以及東南側的內五村。
- 外七村，包含芎林市區（芎林村），以新中正大橋連結新竹市、竹東鎮的公道路，以及台68線的芎林交流道，生活圈上較偏新竹市跟竹東鎮二重埔。包含芎林村、新鳳村、中坑村、水坑村、文林村、下山村、上山村等村。
- 內五村，石壁潭聚落（石潭村）為核心，以竹林大橋連結頭前溪對岸的竹東鎮市區，生活圈上較偏竹東鎮。包含華龍村、五龍村、秀湖村、永興村、石潭村等村。

## 經濟
芎林鄉的一級產業以農業為主，主要作物是稻米，其次是柑橘、水梨之類的水果與蕃茄之類的蔬菜。稻米生產的全盛時期在民國65年（1976年），全鄉種植面積達1,785公頃，產量達7,807公噸。其後因台灣工商業急遽發展，農村人口大量流向城市，同時亦有部分稻田轉作經濟價值較高的作物，稻米種植面積與產量因而大幅縮減。民國90年（2001年）全鄉稻米種植面積僅餘967公頃，產量僅有4,083公噸:241。

### 農業
芎林生產的柑橘過去以椪柑、桶柑為主，1980年代以來海梨柑逐漸取而代之。由於海梨柑產量為全縣之冠，因而打響「海梨柑王國」的名號。近年來由於氣候因素，海梨柑果實水分、甜度均不足，價格也隨之下降，種植面積及產量已略有減少。民國90年（2001年）柑橘總產量已降為9,405公噸，與最盛期民國85年（1996年）的產量15,597公噸相較，減少約百分之四十:248-249。
芎林的蕃茄產業係因應近年來台灣精緻農業、休閒農業的發展而從無到有，並逐漸壯大，為芎林農業帶來第二春。桃太郎蕃茄、黃金蕃茄等新品種汁多味美，頗獲好評。民國90年（2001年）蕃茄總產量達1,092公噸，已成為全鄉蔬菜產品的最大宗:252。

### 工業
由於山多平原少，加上過去交通不甚便利，不利於製造業發展。民國60年代中期，政府在五龍村、華龍村一帶設立五華工業區，上山村打磚窩地區也陸續有工廠進駐，然而兩處均屬河谷地形，腹地狹窄，發展十分有限。:276。五華工業區佔地約38公頃，主要廠商有太空梭高傳真科技、台曜電子等:285-287。

### 商業及服務業
過去以日常生活所需的零售及居家商業服務為主，規模甚小。近年來由於新竹科學園區的開發、北二高通車、縣道120號拓寬、東西向快速道路台68線開通、高鐵新竹站設立等利多因素的帶動，芎林人口已有回升現象，商業發展也有逐漸繁榮的趨勢:276。觀光產業以往並不興盛，近年鹿寮坑休閒文化區結合客家文化及在地人文特色，舉辦「客家桐花祭」而受到關注，但仍屬初期發展階段:337。

## 文化

### 文化資產
芎林鹿寮坑鍾家伙房位於華龍村，為當地鍾姓人家之宅院，為少見之山區客家伙房屋。鍾家昔日擁有廣大茶園，聘僱許多長工。為解決住宿問題，遂依山勢興建規模宏大之三合院建築，右側橫屋因應地形而建成兩層樓房，極為罕見。該屋興建民國初年（1912年頃），歷史悠久，雖曾整修過，但大致保留原貌，民國99年（2010年）公告為縣定古蹟。
芎林呈甘橋及捐題碑位於文林村，為跨越水坑溪的一座石橋。該橋的歷史可追溯到清嘉慶二十三年（1818年）間所建造的木橋，其後經多次改建，直到日大正十二年（1923年）由當時地方熱心人士呈星公與甘照財捐獻改建，兩年後完工而成為今日之石橋風貌。該橋不僅歷史悠久，構造亦頗具特色，足以代表當時工藝水準。橋旁立有一紀念碑，名為「興建呈甘橋捐題碑」，為新竹縣現存最漂亮的石碑之一。該橋及捐題碑於民國101年（2012年）公告為歷史建築。
客家獅原名「開口布獅」，源於少林，過去常被江湖賣藝者用來作為招徠觀眾的前戲表演，故又名「江湖獅」。客家獅獅頭較重，舞獅者必須具備國術根底，始能舞動，是屬於「武獅」的一種，也是結音樂、舞蹈、武術和戲劇的綜合藝術表演。新竹縣客家武獅文化協會前身為下山村清河堂武獅團，以往僅在農餘閒暇時操練，並在節慶受邀表演。民國98年（2009年）成立協會後，在校園及社區推廣客家獅，已逐漸看到成效。客家獅已於民國99年（2010年）經縣府公告為「傳統表演藝術-雜技」，而該協會為唯一登錄的保存團體。
客家大戲為1920年代由客家三腳採茶戲為基礎，推演形成的新劇種，又稱為「改良戲」或「採茶大戲」。它的主要唱腔是《採茶腔》（又稱《平板》），而以《山歌子》、《雜唸仔》及其他小調為次要唱腔，統稱為「九腔十八調」。不過演歷史戲時，重要的角色往往會唱《亂彈》，即所謂的「正音」。民國98年（2009年）客家大戲經縣府告為「傳統表演藝術-戲曲」，而芎林村的慶美園戲劇團是登錄的兩個保存團體之一。
金玉豐精米所位於上山村，為1931年建立的水車碾米廠，列新竹縣歷史建築。

### 宗教

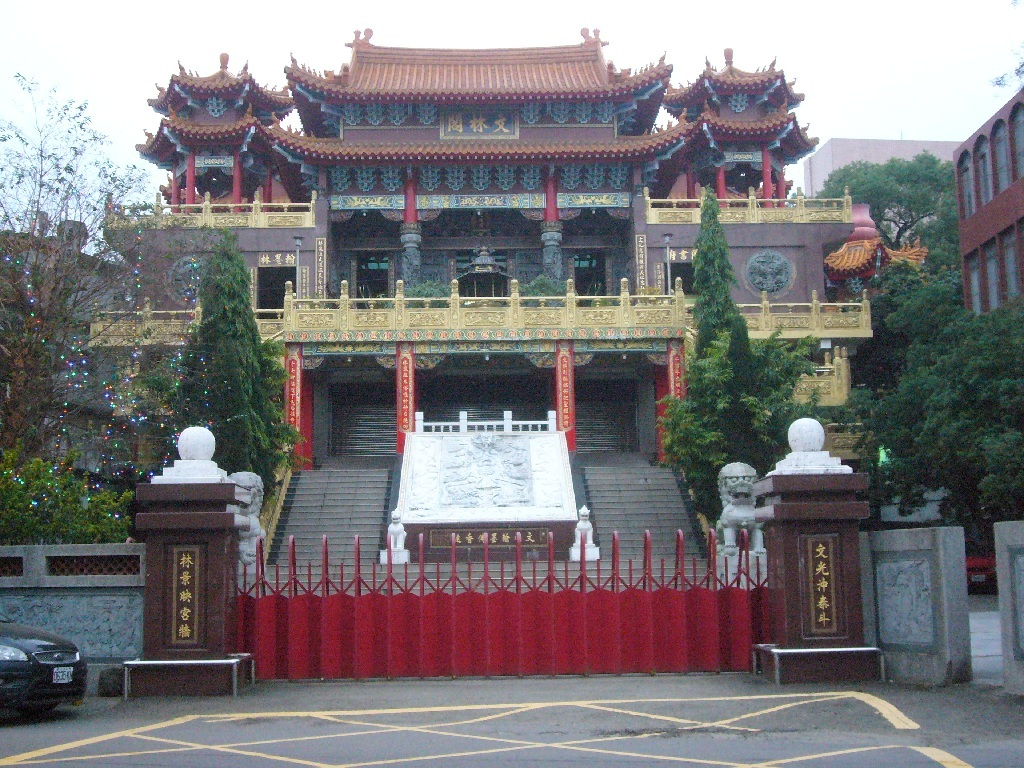
文林閣

芎林鄉民的宗教信仰以道教、佛教、台灣民間信仰、天主教、基督新教為主。主要的道教宮觀有廣福宮、福昌宮、飛鳳山代勸堂（主祀關聖帝君，又稱關聖帝君廟，建於1892年）、文林閣、五和宮、惠和宮、福昌宮三山國王廟等；佛教寺院有雲谷寺；天主教堂有芎林天主堂、聖母聖衣隱修會；基督新教禮拜堂有中華基督教信義會恩霖堂、基督教芎林人文關懷中心、新鳳基督教會等；另外尚有多所家族宗廟、伯公廟及萬善廟。
芎林文林閣位於文林村，是一座具有文化傳承歷史背景的寺廟。清同治末年（1870-1874年間），舉人鄧兆熊(鄧觀奇)為作育英才，設立文林閣。光緒二年（1876年），鄧氏創設「文林社」，廣召地方文士以共同研究學問。其後改建為寺廟，主祀文昌帝君，藉由宗教信仰以提升學風。如今每逢考季，常有鄰近學子前來膜拜以求考運順利。文林閣雖為廟宇，亦提供獎學金以鼓勵地方學子向學，在地方人士心中同時兼具信仰與文教的功能象徵。今日所見廟舍為民國八十年（1991年）拆除後重建，雖富麗堂皇，卻已失去原有建築風貌。
鹿寮坑石爺石娘為龍華村當地客家人的信仰。
福昌宮三山國王廟位於芎林鄉石壁潭(石潭村)及王爺坑(永興村)
創建於清代甲辰年仲冬(乾隆49年)(公元1784年)、主祀三山國王，三官大帝，天上聖母，千里眼將軍，順風耳將軍，福德正神，張木坑官爺，韓指揮大使。
為石潭與永興兩村當地客家人的信仰

## 教育

### 大專院校

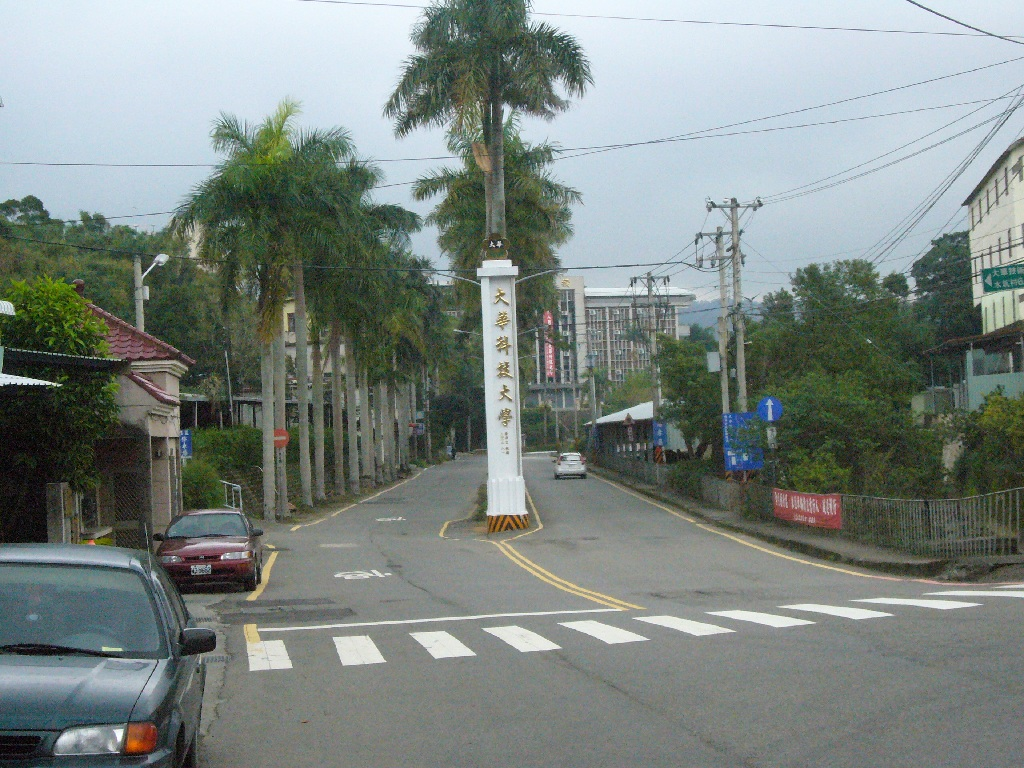
敏實科技大學

- 敏實科技大學是位於水坑村的一所私立大學，也是芎林鄉最高學府，創立於民國56年（1967年），原稱大華農業專科學校。民國58年（1969年）改為工業專科學校，民國80年（1991年）改為工商專科學校，民國86年（1997年）改制為技術學院，民國101年（2012年）改制為科技大學，民國109年改為現名。全校設有工程、電資、商務與觀光管理3個學院，其下設有13個系、1個研究所，另設有客家文化、玻璃創意、創新育成、綠能產業、防災教育5個校級研究中心，及通識、體育、語言3個教育中心[14]。民國92年（2003年）全校共有教職員331人，學生8,731人[1]:801。

### 國民中學
- 新竹縣立芎林國民中學：位於新鳳村，是全鄉僅有的一所國民中學，創立於民國35年（1946年），原稱為「芎林初級中學」，民國57年（1968年）配合政府實施九年國民教育，改為現名以迄於今。民國101年（2012年）全校共有教職員58人，學生600人，編為普通班18班，特教班1班[15]。

### 國民小學
- 新竹縣芎林鄉芎林國民小學：位於文林村，是全鄉最古老的小學，創立於日明治三十二年（1899年），原稱「九芎林公學校」。初期校舍暫借民房，明治四十二年（1909年）始遷至現址。大正九年（1920年），增設鹿寮坑分教場；同年10月改名「芎林公學校」。昭和三年（1928年），鹿寮坑分教場獨立設校。昭和十六年（1941年），改名「芎林國民學校」。二戰結束後，曾於民國35年（1946年）4月改名為「中心國民學校」，旋即於隔年1月改回原名。民國45年（1956年）設立石潭分校，民國47年（1958年）石潭分校獨立設校。民國57年（1968年）配合政府實施九年國民教育，改為現名以迄於今[16]。民國92年（2003年）全校共有教職員54人，學生1,203人，編為普通班37班，特教班2班，另附設幼稚員1班[1]:782。

- 新竹縣芎林鄉五龍國民小學：位於五龍村，創立於大正九年（1920年），原稱「九芎林公學校鹿寮坑分教場」。明治三年（1928年），獨立設校為「鹿寮坑公學校」。昭和十六年（1941年），改名「鹿寮坑國民學校」。民國37年（1948年），改稱「五龍國民學校」。民國57年（1968年）配合政府實施九年國民教育，改為現名以迄於今。民國101年（2012年）全校共有教職員16人，學生88人，編為普通班6班[17]。

- 新竹縣芎林鄉碧潭國民小學：位於石潭村，創立於民國45年（1956年），原稱「芎林國民學校石潭分校」。民國47年（1958年），獨立設校並改名為「碧潭國民學校」。民國57年（1968年）配合政府實施九年國民教育，改為現名以迄於今。民國114年（2025年）全校共有教職員15人，學生104人，近兩年教職員變動速度快，編為普通班6班，另附設幼稚園2班(櫻花班，桐花班)[18]。

## 交通
芎林鄉距離新竹市雖僅15公里，但昔日因受頭前溪阻隔，又不在鐵、公路縱貫線上，區域性聯外道路也都曲折狹隘，交通極為不便。民國80年代（約1990年代）起，由於縣道120號外環道、中正大橋、北二高竹林交流道的相繼完工及竹林大橋的拓寬，芎林交通大為改善。民國87年（1998年）新竹至竹東的東西向快速道路完工，芎林至交流道所在的竹東鎮二重里有引道及新中正大橋相接，使得芎林至新竹的車程縮短至十分鐘以內。其後芎林往新埔的縣道115號亦拓寬。如今，芎林的聯外道路皆極為寬敞而暢通，交通之便利已為新竹縣東部各鄉鎮之冠:171。

### 公路
國道三號（福爾摩沙高速公路）是芎林鄉最重要的南北向聯外道路。該路以東北－西南走向穿越芎林鄉中部，在文林村柯子林與縣道120號相交，並設有竹林交流道，由此可快速前往台灣南北各地。
省道台68線是南寮至竹東的東西向快速道路，全線沿頭前溪南岸而行，但並未行經芎林鄉。須由芎林街區沿縣道115號至終點（縣道120號岔路口）後續行，經新中正大橋過頭前溪後，連上設於竹東鎮二重里的省道台68線芎林交流道，可快速通往西邊的新竹及東邊的竹東等地。
省道台3線由芎林鄉東南邊界外，橫山鄉境內經過，於附近與縣道120號相接。透過該道路向北可通往關西、龍潭、大溪等地，向南可通往北埔、峨眉、三灣等地。
縣道120號是全鄉最重要的東西向橫貫道路，大致沿頭前溪北側河谷平原而行。透過該道路，向西北可通往六家、竹北等地；向東南則可通往橫山、內灣、尖石等地。縣道123號是芎林通往竹東的道路，部分路段為縣道120號舊線，亦有部分路段與縣道120號共線。縣道115號是芎林往北連絡新埔、楊梅的聯外道路。
鄉內另有多條鄉道，均為次要聯外道路或鄉內各村連絡道路，包括竹21線、竹22線、竹24線、竹24-1線、竹25線、竹26線及竹36線。

### 公車客運
芎林鄉與鄰近鄉鎮間的一般公路客運業務由新竹客運經營，主要的路線有5615（新竹－六家－芎林－敏實科技大學）、5614（新竹－六家－芎林－九讚頭）、5633（芎林－竹東）、5632（芎林－新埔）、5636（芎林－關西）。另有國光客運經營竹東、台北間的國道客運業務，路線為1820（竹東－芎林－關西－龍潭－板橋－台北轉運站）。

## 休閒旅遊
飛鳳山位於中坑村、新鳳村交界處，峰頂海拔420公尺，因山形像飛鳳引頸而得名。山區原有梅樹成林，冬季梅花盛開時，處處雪白，因而以「飛鳳探梅」名列新竹縣八景之一。山中有代勸堂、雲谷寺兩座百年寺廟，並有感應橋、新鳳池、蓮池等景點。當天氣晴朗時，由飛鳳山上的觀日亭可看見台北101大樓，是台灣陸地上可望見101的最遠地點。臨近的中坑山為台灣小百岳之一。
紙寮窩造紙工坊位於文林村，是芎林在地文化觀光的新景點。紙寮窩曾是北臺灣傳統金銀紙的手工造紙重鎮，興旺達百餘年之久。可惜民國50年代（1960年代）以後，現代造紙工業興起，紙寮窩的手工造紙業便趨於沒落，成了歷史名詞。儘管如此，這個以造紙發跡的竹林聚落，多年來仍維持獨特的自然生態及文化風貌，各種造紙器皿皆被保留至今。 
玉翎龍童玩博物館位於中坑村，為全台首座私人童玩博物館。館內除了展示主人多年收藏的各式名家童玩作品之外，亦有許多傳統民俗遊戲器材，例如打陀螺、滾鐵環等，供遊客體驗早年農村生活的趣味。DIY實在也是該館特色，例如古早味童玩製作、客家湯圓體驗等。

## 外部連結
- 芎林鄉公所 （页面存档备份，存于）